# Gatunella
Gatunella is een geslacht van rechtvleugeligen uit de familie sabelsprinkhanen (Tettigoniidae). De wetenschappelijke naam van dit geslacht is voor het eerst geldig gepubliceerd in 1940 door Uvarov.

## Soorten
Het geslacht Gatunella omvat de volgende soorten:
- Gatunella linearis Rehn, 1905
- Gatunella reducta Hebard, 1927